# بردلی اسکات
بردلی اسکات (انگلیسی: Brad Scott؛ زادهٔ ۱۹۸۹) ورزشکار هنرهای رزمی ترکیبی اهل بریتانیا است. وی بین سال‌های ۲۰۰۹ تا ۲۰۱۸ میلادی فعالیت می‌کرد.